# Cariboplitis
Cariboplitis es un género de ácaros perteneciente a la familia Oplitidae.

## Especies
Cariboplitis Sellnick, 1963
- - Cariboplitis almerodai (Hiramatsu & Hirschmann, 1991)
  - Cariboplitis daressalami (Wisniewski, 1980)
  - Cariboplitis ellipsoides (Hirschmann, 1991)
  - Cariboplitis evansi (Hirschmann, 1983)
  - Cariboplitis naetaensis (Marais & Loots, 1981)
  - Cariboplitis pecki (Hirschmann, 1991)
  - Cariboplitis pecksimilis (Hirschmann, 1991)
  - Cariboplitis testigosensis Sellnick, 1963
  - Cariboplitis tonopilus (J. F. Marais & G. C. Loots, 1981)
  - Cariboplitis trínidadis (Hirschmann, 1991)